# Cirith Gorgor
Cirith Gorgor ist eine Black-Metal-Band aus Helden in den Niederlanden. Der Name der Band stammt von J. R. R. Tolkiens Fantasy-Roman Der Herr der Ringe, in welchem Cirith Gorgor (die ‚Geisterspalte‘) den Hauptzugang nach Mordor darstellt.

## Geschichte
Die Band wurde 1993 von Asmoday und Astaroth Daemonum gegründet, damals noch unter dem Namen Dark Sorceress. Ein halbes Jahr später stießen sie auf Schlagzeuger Levithmong; um zu lernen, gemeinsam zu spielen, coverten sie anfangs Lieder von Slayer, Darkthrone und Mayhem. Um diese Zeit wurde die Band durch Bassist Lord Mystic ergänzt. Um 1994/1995 benannte die Band sich in Cirith Gorgor um. 1996 ersetzte Nimroth den ersten Sänger der Band, der wegen fehlender Motivation entlassen worden war.
1997 entstand ihre erste Demoaufnahme Mystic Legends…, die im Proberaum der Band produziert und in einer Auflage von 350 Exemplaren vertrieben wurde. Etwa ein Jahr später unterschrieb die Band bei Osmose Productions und veröffentlichte 1999 ihr Debütalbum Onwards to the Spectral Defile. Direkt nach den Aufnahmen verließ Asmoday die Band aus persönlichen Gründen; er wurde durch Marchosias ersetzt.
2001 verließ Astaroth Daemonum die Band wegen Problemen mit der Besetzung und wegen seiner Ausbildung, die ihm nicht mehr genug Zeit für Cirith Gorgor ließ. Um diese Zeit beschloss ihre Plattenfirma, nicht mehr mit Cirith Gorgor zusammenzuarbeiten. Mit der Promo-MC Demonic Incarnation erregte die Band die Aufmerksamkeit von Ketzer Records. Zwei der Lieder wurden auf der auf 666 Exemplare limitierten 7”-Single Through Woods of Darkness and Evil in Kooperation zwischen Ketzer Records und Regimental Records aus den USA veröffentlicht. Kurz nach der Aufnahme von Demonic Incarnation fand die Band mit Inferno von der niederländischen Band Tartaros einen neuen Gitarristen, der an der Entstehung des Albums Firestorm Apocalypse – Tomorrow Shall Know the Blackest Dawn beteiligt war. Das Album erschien im Juli 2004 über Ketzer Records, 2005 folgte eine Europatournee mit Lux Ferre und Daemonlord. Mithilfe des Mor-Dagor-Gitarristen Pestilence wurde das Lied Demonic Incarnation aufgenommen, das 2005 auf der Split-7”-EP Demonic Incarnation/Memento Mori mit Mor Dagor, ebenfalls über Ketzer Records, erschien.
Während der folgenden Monate wurde neues Material geschrieben; die Band trennte sich von Nimroth, der nicht genug Zeit und Energie in Cirith Gorgor investierte. 2006 wurde das Album Cirith Gorgor im Toneshed-Studio mit Erwin Hermsen, dem Gitarristen von Mangled, aufgenommen, mit dem die Band auch Mystic Legends… und Onwards to the Spectral Defile aufgenommen hatte. Levithmong übernahm den Gesang, da die Band keinen neuen Sänger gefunden hatte. Das Album wurde am 26. Februar 2007 über Ketzer Records veröffentlicht. Für künftige Auftritte oder Tourneen engagierte die Band Satanael von der Band Walpurgisnacht als Gastsänger. Anfang 2008 trennte sie sich von Inferno, der nicht mehr an Tourneen interessiert und auch nicht mehr dafür verfügbar war. Kurz darauf fand die Band in Odium einen Ersatz und entschied, Satanael als permanenten Sänger zu übernehmen.
Zwei Jahre später musste die Band sich erneut nach einem Sänger umsehen, da Satanael das Land verlassen wollte. Der ehemalige Sänger Nimroth hörte davon, kontaktierte Cirith Gorgor und schloss sich der Band erneut an. Da Odium sich mehr auf sein Studium und seine Arbeit konzentrieren wollte, brauchte die Band auch einen neuen Gitarristen; er wurde durch Waldtyr ersetzt.

## Stil
Der schnelle und melodische Stil der Band erinnert eher an schwedische Black-Metal-Bands als an niederländische; ihr zweites Album wurde mit dem Debüt von Setherial verglichen. Auf die Frage nach den Haupteinflüssen gab Astaroth Daemonum an, es gebe viele Bands, die Cirith Gorgor inspirieren, aber keine, die sie beeinflusse; die Musik komme von den Musikern selbst, und die anderer Bands spiele beim Komponieren keine Rolle. Das Material auf der Demoaufnahme und dem Debüt wurde jeweils zur Hälfte von Asmoday und Astaroth Daemonum komponiert; danach waren über mehrere Jahre Marchosias und Astaroth Daemonum für Komposition und Arrangement zuständig, nach dem Ausstieg des letzteren zunächst ausschließlich Marchosias, der für die Komposition Texte benötigt und versucht, Musik mit der Atmosphäre der Texte zu schreiben.
Ihre Texte handeln überwiegend von „Krieg, Dunkelheit und der Zerstörung von organisierter Religion. Astaroth pflegte in einer sehr symbolischen, von Tolkien inspirierten, Sprache zu schreiben.“ Während Nimroth über germanische Mythologie, Ehre und alte Götter schrieb, behandelten Astaroth Daemonums Texte Themen wie Hexerei, Tolkien, Goëtie, Mythologie, Dunkelheit, Melancholie und Geschichte. In der Besetzung Anfang 2002 trugen alle Mitglieder außer Levithmong zu den Texten bei, wobei dies aber hauptsächlich Nimroths Aufgabe war. Um 1998 bezeichnete einer der Musiker die Mitglieder der Band als heidnisch und gab an, alle Mitglieder seien komplett antireligiös, „dies, um die höchste Stufe persönlicher Entwicklung zu erreichen, dies mit einigen nützlichen Hilfsmitteln wie Magie, Mystik, Mythologie und ein paar Direktiven aus dem klassischen Satanismus (absolut keine LaVey-Scheiße). Der einzige Gott, dem ich opfere, ist Bacchus.“ Satanael erklärte auf die Frage nach Satanismus und Religiosität, die Band sei nicht religiös, glaube nicht an Gott und daher nicht an den Teufel. Satanismus sei jedoch ein mächtiges Werkzeug zum Ausdruck des Hasses auf alle großen Religionen. Marchosias wiederum betont, dass Black Metal per Definition satanisch sei, und bezeichnet Satan als Kraft, die im Inneren verweile und gleichzeitig den gesamten Kosmos verbinde. Er bezeichnete Cirith Gorgor als „spirituelles Kollektiv, basierend auf satanischer Moral“.

## Diskografie

### Demos
- 1997: Mystic Legends…
- 2002: Demonic Incarnation (Promo-MC)

### EPs und Splits
- 2002: Through Woods of Darkness and Evil
- 2006: Demonic Incarnation/Memento Mori (Split mit Mor Dagor)
- 2015: Unified in Ceremonial Worship
- 2017: Bi Den Dode Hant
- 2019: The Nefarious Order

### Alben
- 1999: Onwards to the Spectral Defile
- 2001: Unveiling the Essence
- 2002: Demonic Incarnation
- 2004: Firestorm Apocalypse – Tomorrow Shall Know the Blackest Dawn
- 2007: Cirith Gorgor
- 2011: Der Untergang… / Победа !!!
- 2016: Visions of Exalted Lucifer
- 2019: Sovereign
- 2021: Visions from the Past (Compilation)
- 2022: Cirith Gorgor MMXXII